# By the Sad Sea Waves (film 1916)
By the Sad Sea Waves è un cortometraggio muto del 1916 diretto da  Al E. Christie (Al Christie).

## Produzione
Il film fu prodotto dalla Christie Film Company.

## Distribuzione
Distribuito dall'Educational Film Exchanges, il film - un cortometraggio di una bobina - uscì nelle sale cinematografiche USA il 2 ottobre 1916.